# Berberis acuminata
Berberis acuminata – gatunek roślin z rodziny berberysowatych. Opisany został z prowincji Junnan w XIX wieku. Został odnotowany, ale bez opisu i akceptacji w tymczasowej rewizji rodzaju berberys we „Flora of China”.